# Elsbeth Etty
Elsbeth Jane Etty (Hulshorst, 4 juli 1951) is een Nederlandse neerlandica, literair recensente en columniste.

## Levensloop

### Jeugd en studie
Elsbeth Etty bezocht de lagere school in Leidschendam. Zij bracht enige tijd door op een internaat in Velp en zat aldaar op het Rhedens Lyceum. Vervolgens studeerde zij Nederlandse taal- en letterkunde aan de Universiteit van Amsterdam. Ze was actief in de studentenbeweging. In die tijd werd zij lid van de Communistische Partij van Nederland (CPN).

### Loopbaan
Vanaf 1973 tot 1982 werkte zij voor het communistische dagblad De Waarheid, in de laatste jaren als adjunct-hoofdredacteur. Van 1989 tot haar pensionering in 2017 was Etty redacteur literatuur bij NRC Handelsblad.
Etty promoveerde in 1996 cum laude aan de Universiteit Utrecht op een proefschrift over het leven van Henriëtte Roland Holst. De dissertatie verscheen ook in handelseditie, werd bekroond met de Gouden Uil en de Busken Huetprijs en werd genomineerd voor de AKO Literatuurprijs. Etty heeft zelf zitting gehad in diverse jury's voor literaire prijzen, waaronder de P.C. Hooftprijs, de Gouden Uil, de AKO Literatuurprijs en de Libris Literatuur Prijs.
Van 2004 tot 2015 was Etty bijzonder hoogleraar in de Literaire kritiek aan de Vrije Universiteit Amsterdam. De titel van haar inaugurele rede luidde Galopperend op jacht naar een idee: literaire kritiek als journalistiek genre.
In 2007 volgde haar romandebuut Maak jezelf maar klaar, dat niet alleen als roman kan worden gelezen, maar ook als een kritische beschouwing over Harry Mulisch' De ontdekking van de hemel. De kritieken waren in het algemeen matig tot zeer negatief.
In 2008 ontving ze de Anne Vondelingprijs voor politieke journalistiek. Het juryrapport stelt dat "ze voor een waakzaam en goed geformuleerd geluid zorgt in het maatschappelijk debat".

### Beschuldigingen van plagiaat
Op 25 april 2012 betichtte hoogleraar Nederlandse Letterkunde Jos Joosten Elsbeth Etty van plagiaat. Haar boek Het ABC van de literaire kritiek uit 2011 zou zonder bronvermelding twee alinea's bevatten die overeenkomen met de bundel Journalistieke cultuur in Nederland van Nel van Dijk en Susanne Janssen. Ook bevat het boek twee alinea's over Menno ter Braak die bijna letterlijk overeenkwamen met het Wikipedialemma over deze criticus en schrijver. Etty verontschuldigde zich voor het zonder bronvermelding gebruiken van Journalistieke cultuur in Nederland, maar ontkende bewust te hebben geplagieerd.

## Persoonlijk
Elsbeth Etty is de jongere zus van de voormalige PvdA-politicus Walter Etty. Ze hebben twee oudere zussen en een oudere broer. Etty trouwde in 1999 met de journalist en politicus Gijs Schreuders, die ze kende uit het milieu van De Waarheid en de Communistische Partij van Nederland (CPN).

## Uitspraken
- In een interview in 1985 omschreef ze het hoofdredacteurschap als een "walgelijke functie".[6]
- In een artikel in 1991 probeerde ze afstand te nemen van haar communistische verleden.[7]
- Tijdens het NOS Monarchiedebat in 2011 sprak Etty zich uit voor een republiek.[8]
- Ze gaf te kennen "moeite te hebben met autoriteit"[9]